# 萨索圣母圣殿朝圣堂

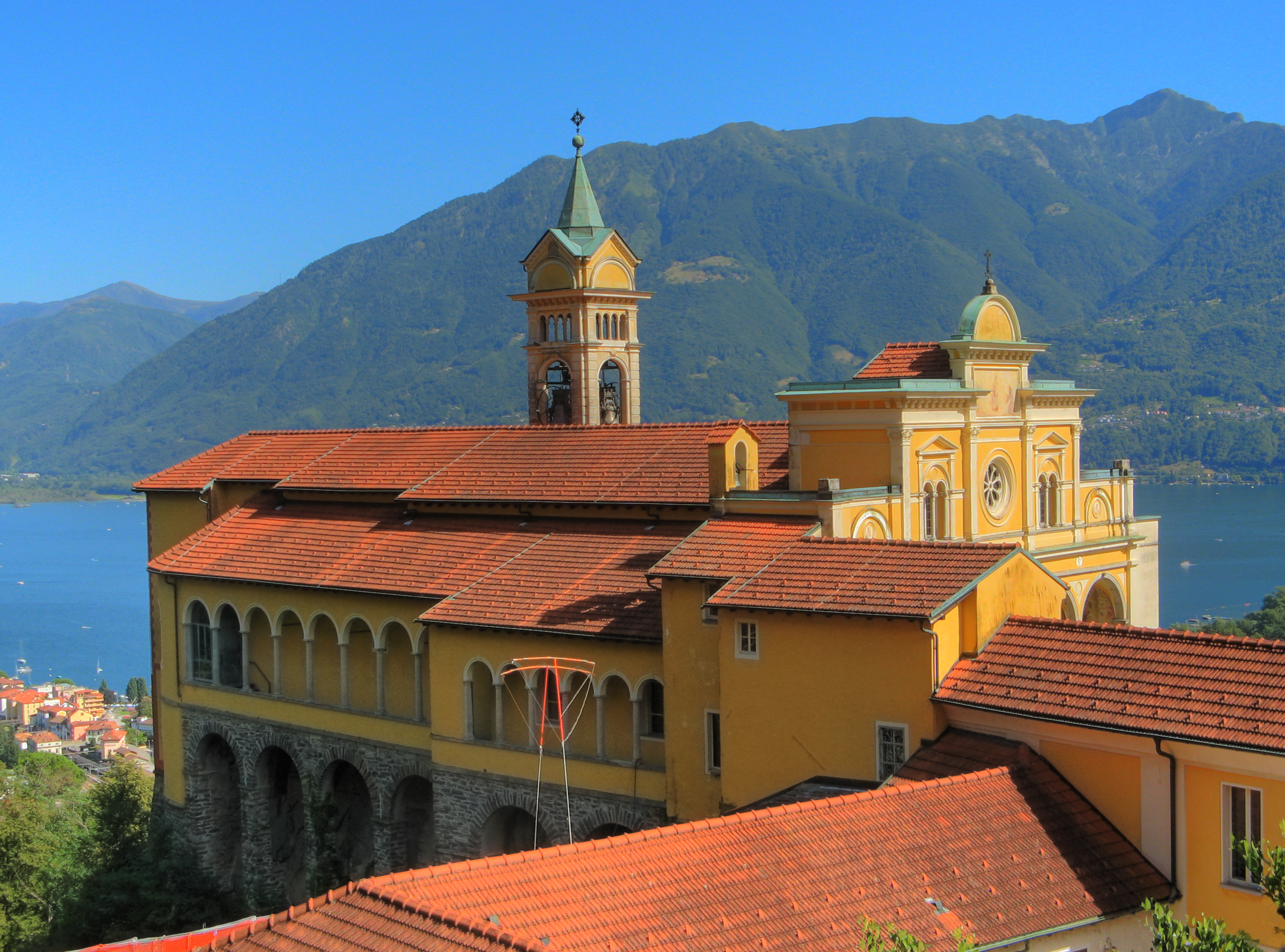

萨索圣母圣殿朝圣堂（Madonna del Sasso）是一座罗马天主教的朝圣教堂，位于瑞士提契諾州，在洛迦诺市山上的奥尔塞利纳镇。它是该城主要的景点和朝圣目的地。
该堂的创建可以追溯到方济各会修士巴尔多禄茂在1480年8月14日夜间经历的圣母显灵事件。内部装饰精美，而在平台可以欣赏城市美景。
该堂与洛迦诺市中心通过洛迦诺–萨索圣母堂缆车相连。
1880年8月14日，良十三世派遣代表为圣母像加冕，纪念圣母显灵400周年。 